# INADO
Das iNADO (Akronym von Institute of National Anti-Doping Organisations; dt. Institut der nationalen Anti-Doping-Organisationen) hilft den nationalen Anti-Doping-Organisationen (NADOs), insbesondere in den Entwicklungsländern, ihre Programme zu verbessern und bewährte Verfahren zu übernehmen. Das iNADO hat seinen Sitz in Bonn. Gegenwärtig sind 69 NADOs Mitglied der iNADO.

## Konzept
iNADO verfügt über eine wachsende Sammlung von Modelldokumenten und -praktiken und fördert und überwacht deren Nutzung. iNADO entwickelt ein Qualitätssystem für seine Mitglieder, um sie bei der Programmverbesserung zu unterstützen und ihre Zuverlässigkeit gegenüber anderen Anti-Doping-Organisationen und potenziellen Partnern zu demonstrieren. Darüber hinaus bietet iNADO professionelle Unterstützung in verschiedenen Bereichen der Dopingbekämpfung, um die Fachkräfte seiner Mitglieder zu unterstützen.
Aber die Rolle der iNADO beschränkt sich nicht nur auf den Aufbau von Anti-Doping-Kapazitäten. Sie fungiert als Interessenvertretung. Sie sorgt im Auftrag ihrer Mitgliedsorganisationen für den gegenseitigen Informationsaustausch von nationalen und internationalen Sport- und Regierungsbehörden wie der Welt-Anti-Doping-Agentur (WADA), dem government-to-government International Anti-Doping Arrangement (IADA), der UNESCO und dem Europarat.
Die Mitgliedschaft ist zunächst auf NADOs beschränkt. In Zusammenarbeit mit der WADA unterstützt das Institut auch regionale Anti-Doping-Organisationen (RADOs). In Zukunft wird das iNADO seine Mitgliedschaft möglicherweise für solche Mitarbeiter im Anti-Doping öffnen, die bei ihren Mitglieds-NADOs angestellt sind oder freiwillige Arbeit leisten.

## Geschichte
Im März 2011 sah eine kleine Gruppe nationaler Anti-Doping-Organisationen die Notwendigkeit zur Gründung einer Stelle, die alle NADOs vertritt. Ein Projekt wurde ins Leben gerufen, um die Machbarkeit einer solchen Organisation zu prüfen. Ein Projektausschuss, der die NADOs aus fünf Ländern (Australien, Norwegen, Großbritannien, USA und Kanada) umfasste, legte einen Vorschlag vor und finanzierte das Projekt.
Der Projektausschuss empfahl der NADO-Community, dass das iNADO erstellt werden soll. Dies wurde bei einem Treffen der NADOs am 13. November 2011 in Paris einstimmig gebilligt. Im Februar 2012 wurde das iNADO gegründet.
Bei einem Treffen am 19. März 2012 in Lausanne beratschlagten die NADOs die Ziele des iNADO für die nächsten Jahre und wie das iNADO die Kommunikation verbessern könnte. Auf Basis dieser Übereinkunft und mit der Unterstützung der Welt-Anti-Doping-Agentur (WADA), einschließlich eines mehrjährigen Finanzzuschusses, hat der Projektausschuss das iNADO in Betrieb genommen. Im Mai 2012 trat der Gründungsvorsitzende des iNADO seinen Dienst an.
Das iNADO ist eine gemeinnützige Mitgliedsorganisation mit beschränkter Haftung, die auf Basis der Gesetze Großbritanniens gegründet wurde. Dies bedeutet, dass im Falle der Liquidation des iNADO jedes Mitglied NADO nur für £ 1,00 haftet. Die Verfassung von iNADO ist ihre Satzung, die beim UK Companies House eingetragen ist (Articles of Association).

## Finanzierung
Das iNADO finanziert sich hauptsächlich aus den Gebühren seiner Mitglieder. Dies wird derzeit durch den jährlichen Zuschuss der WADA ergänzt. Darüber hinaus verfügt iNADO über Sponsoring-Einnahmen und Einkommen aus dem Verkauf seiner Dienstleistungen (z. B. Gebühren für die Teilnahme von Nichtmitgliedern an seinen Veranstaltungen).
Das iNADO arbeitet nach einem jährlichen Budget, das vom Verwaltungsrat genehmigt wurde. Die Konten von iNADO werden jedes Jahr von einer externen Prüfungsgesellschaft mit Sitz in Großbritannien geprüft.